# Triumph Acclaim
El Triumph Acclaim es un coche del segmento C que fue producido por el grupo británico British Leyland (BL) entre 1981 y 1984. Está basado en el Honda Ballade del que tomaba plataforma, carrocería y mecánica, aunque parte de sus componentes eran de procedencia británica. Sustituyó al Triumph Dolomite, siendo el último modelo de la marca Triumph Motor Company en ser producido. Fue uno de los primeros casos de fabricación de automóviles japoneses en la Unión Europea, eludiendo el límite autoimpuesto por la industria japonesa.

## Diseño y especificaciones técnicas
El proceso de desarrollo del Acclaim comenzó en 1978 como solución temporal ante la obsolescencia de su antecesor el Triumph Dolomite, a la espera de la llegada del nuevo Austin Montego que debería sustituir conjuntamente al Dolomite junto con los Morris Marina y Austin Princess. 
El Acclaim utilizó enteramente la base del Honda Ballade (versión cuatro puertas y alto equipamiento del Honda Civic, no comercializada en Europa). Mecánicamente utilizaba la disposición Giacosa, con motor transversal y caja de cambios en continuación del cigüeñal, junto con un esquema de suspensiones independientes McPherson en ambos trenes. Los frenos delanteros eran de disco y los traseros de tambor.
Empleaba un único motor, el Honda EJ1 de 1.335 cc, preparado para superar las normativas anticontaminación más severas de la época, aunque la versión Triumph sustituía el carburador único por dos carburadores Keihin, lo que elevaba la pontencia hasta los 70 CV. La transmisión era manual con cinco velocidades o automática de tres Hondamatic
El interior del vehículo presentaba diferencias con el Ballade con unos asientos derivados de los de Morris Ital y un acabado con tapicerías y planchas de madera al gusto británico de la época.

## El Acclaim y el fin de Triumph Motor Company
Tras la creación de British Leyland en 1968 fruto de la fusión de British Motor Holdings y Leyland Motor Corporation, inicialmente se mantuvo el esquema previo a la fusión por el que cada marca mantenía sus plantas y su propia red de distribución. El viejo sistema cambia con el Informe Ryder  de 1975, que recomendaba que la empresa pública BL reconvirtiese su división de automóviles en una empresa "única y unificada", es decir los productos se diseñarían, producirían y comercializarían conjuntamente, manteniendo únicamente separadas las redes comerciales de Austin-Morris-Princess orientada a productos de gran difusión y Jaguar-Rover-Triumph (JRT) especializada en productos exclusivos. 
El primer producto de la división JRT sería el RT Number1 que acabaría convirtiéndose en el Rover SD1. El siguiente producto debería haber sido el RT Number2 del que hubiera nacido el Triumph SD2, como sucesor del Triumph Dolomite basado en un chasis con motor longitudinal y propulsión trasera derivado del Rover SD1 que pudiera compartirse con un eventual sucesor del Morris Marina. Sin embargo el desarrollo del SD2 se cancela decidiendose de modo pragmático diseñar una gama de modelos de dos y tres volúmenes -los futuros Austin Maestro y Austin Montego-, con tracción delantera y disposición Giacosa que sustituiría hasta cinco modelos, entre los que se encontraba indirectamente el Triumph Dolomite. Para garantizar la continuidad de las marcas hasta la aparición de los Maestro y Montego, se tomó la decisión de remodelar los Austin Princess y Morris Marina como Austin Ambassador y Morris Ital respectivamente, dejar de fabricar el Austin Allegro en 1982 y mantener a la venta el Austin Maxi con someros cambios cosméticos. 
En el caso de Triumph sin embargo, la obsolescencia del Triumph Dolomite y su bajo volumen de ventas propició la decisión de llegar a un acuerdo con Honda para producir una versión del Honda Ballade -versión sedán del Honda Civic de 2ª generación- adaptada al gusto europeo que sería comercializada como Triumph Acclaim y abriría la puerta a la colaboración del grupo Rover y Honda en la siguiente década. Llegado el momento de sustitución del Honda Ballade por el nuevo Honda Civic de tercera generación, British Leyland decidió mantener la producción en la planta de Cowley -Oxfordshire- con una versión de este que sería comercializada como Rover 200, complementando al Austin Montego de mayor tamaño y dando por liquidada la marca Triumph dentro de la red JRT.